# Erik (Terry Pratchett)
Erik (stylizováno jako Faust Erik, anglicky Eric) je fantasy kniha Terryho Pratchetta, devátá ze série Zeměplocha.

## Obsah
V Ankh-Morporku se dějí divné věci. Ulicemi a uličkami probíhá neviditelná postava a strašlivě úpí. Když se objeví i v Neviditelné univerzitě a naruší tamní klid, rozhodnou se mágové provést obřad AškEnte a vyvolat Smrtě. Ten se zjeví a mágům sdělí, že oním duchem není nikdo jiný než Mrakoplaš, který uvízl v Podzemních rozměrech (viz Magický prazdroj). Dle Smrtě existuje jen minimální šance, že by se mu podařilo vrátit se do reálného světa.
Leč stalo se. A stalo se díky čtrnáctiletému démonologovi Eriku Čtvrtečkovi. Tomu se podařilo Mrakoplaše zachránit z Podzemních rozměrů omylem, když se pokoušel vyvolat démona za účelem plnění přání.
Tím, kdo neměl žádnou radost z Mrakoplašova objevení je zejména král démonů Astfgl. Ten se nedávno ujal úřadu a rozhodl se peklo modernizovat. Erika Čtvrtečku chtěl prostřednictvím jednoho ze zkušených démonů ovládnout. Nezbývá mu tedy, než se o to pokusit prostřednictvím Mrakoplaše.
Mrakoplaš se mezi tím pokouší (marně) přesvědčit Erika, že není démonem a nemůže mu splnit jeho „běžná“ přání: stát se pánem všech království světa, setkat se s nejkrásnější ženou světa a žít věčně. Mrakoplaš se ho pokouší přesvědčit, že to nedokáže, ale díky králi démonů tu schopnost náhle má. Potíž je pouze v tom, že peklo přání splní, ale obvykle tak, aby žadatel nedostal nic.
Nejdříve dostane Erik celý kontinent - visí v obrovské výšce nad ním. Jenomže mu to nestačí a požaduje i hold od králů. Díky Mrakoplašovi se mu dostane hold od krále Tezumánců. Potíž je v tom, že oni hold skládají každému, kdo bude brzo obětován. V poslední chvíli se objeví Zavazadlo a Erika s Mrakoplašem zachrání.
Poté se oba zjeví nejen na jiném místě, ale dokonce i v jiném čase. Ukáže se, že se v minulosti připletli k dobývání Tsortu Effebiánci kvůli únosu krásné Eleonory (parodie na únos Heleny a dobývání Tróje). A tak poté, co obléhatele omylem vpustí do města, podaří se jim dostat se až do hradu a tam se Erik setká s nejkrásnější ženou světa - Eleonorou. Její krása však po letech obléhání poněkud povadla a zakulatila se, navíc i kvůli sedmi dětem, které porodila.
Dalším místem, kde se Mrakoplaš s Erikem objeví je počátek stvoření. Setkávají se se samotným Stvořitelem. Vidí, jak vzniká vesmír a Zeměplocha. Erik si připadá obelhaný - chtěl přece žít věčně. Mrakoplaš mu ale vysvětluje, že žít věčně znamená žít od samého začátku věčnosti. Stojí na pláži a potrvá mnoho tisíc let, než se objeví první život.
Nakonec se Mrakoplaš s Erikem objevují v Pekle. Tohle peklo je ale modernizované. Nemučí se pomocí ohně, ale pomocí nudy a beznaděje, všude jsou květináče s umělými květinami a klienti se podrobuje korektivní terapii. A zatímco Mrakoplaš s Erikem hledají cestu ven, nespokojení démoni svrhnou krále Pekel Astfgla. Erik s Mrakoplašem po schodišti (tvořeném ze samých dobrých úmyslů) opouštějí Peklo.

## Další zajímavé postavy
- Erik Čtvrtečka - 14 let, amatérský démonolog
- Astfgl - Král démonů, Pán pekel a Vládce podsvětí s novátorským přístupem, po úspěšném převratu vedeném proti němu jmenován Nejvyšším doživotním pekelným prezidentem
- Hrabě Ontenego - jeden z nejstarších démonů, vůdce převratu
- Pasák da Quirm - celoživotní hledač a posléze objevitel Fontány věčného mládí
- Lavaeolus - jeden z kapitánů Efebijců tvrdící, že taktika "vlezeme si do dřevěného koně a oni nás vtáhnou dovnitř" je mnohem lepší než "vrhneme se na ně v počtu padesáti tisíc mužů a pořádně si to užijem", jeden z předků Mrakoplaše
- Eleonora Tsortská - žena, kvůli jejímuž únosu se vedla válka o Tsort, aktuálně žena středního věku, matka sedmi dětí
- Urglefloggah - strážce Děsivé brány, vstupu do Pekla